# Amy Rose
Amy Rose (エミー ローズ?, Emī Rōzu) è un personaggio immaginario e la protagonista femminile della serie di videogiochi a piattaforme Sonic the Hedgehog, è un riccio rosa femmina antropomorfo. Apparve per la prima volta nel videogioco Sonic the Hedgehog CD nel 1993 con il nome di Amy Rose e col soprannome di Rosy the Rascal (in italiano Rosy la birichina). Nel 1998 con l'uscita di Sonic Adventure le venne dato un diverso aspetto fisico rispetto al passato, molto più umano. Questo fu fatto nel tentativo di valorizzare il personaggio secondario, da allora divenuto uno dei personaggi principali della serie (nonché il personaggio femminile principale dell'intera serie). Il personaggio non ha subito ulteriori modifiche nell'aspetto rispetto all'impostazione adottata nel 1998.
Sin dalla sua prima apparizione, Amy nutrirà un profondo amore per Sonic, che seguirà in ogni sua avventura pur di coronare il sogno di sposarlo.

## Descrizione

### Aspetto
Amy è una femmina di riccio color rosa alta 90 cm, con aculei rosa che le ricadono sulle spalle, occhi verde smeraldo e un ciuffo di capelli rosa sulla fronte. Indossa sempre un vestitino rosso senza maniche, che presenta il colletto bianco, una scollatura sulla schiena e una gonna alta con una striscia bianca, guanti bianchi, braccialetti ad anello dorati, stivaletti rossi e bianchi con un tacco medio e un cerchietto per capelli rosso.

### Poteri e abilità
Ha un martello chiamato Piko Piko, il quale nonostante l'elevata leggerezza e manovrabilità è un'arma molto pericolosa, ed è uno dei personaggi più agili e veloci della serie, il che le permette di stare al passo con Sonic. È anche in grado di praticare la rabdomanzia, tale caratteristica le consente di trovare più facilmente le persone che sta cercando, in particolar modo Sonic e di percepire se qualcuno che conosce è stato precedentemente in quel luogo senza aver sempre bisogno di informazioni e di leggere le sue Carte della Fortuna, un mazzo di tarocchi che solo lei sa interpretare.

### Personalità
Amy è un'amica di Sonic e prova una forte cotta per quest'ultimo, tuttavia tutti i tentativi di fare colpo su di lui non sembrano mai riuscire ad attirare la sua attenzione. Amy è una ragazza molto dolce, carina, gentile, sensibile e di buon cuore e si preoccupa molto per Sonic e per i suoi amici, ma può diventare parecchio irascibile certe volte, in particolare quando è gelosa di Sonic e tende a usare il suo martello contro tutte le ragazze che gli si avvicinano, contro chiunque la faccia arrabbiare oppure faccia del male a Sonic o qualunque altra persona a cui tenga. Anche se gli vuole bene, litiga spesso con Tails perché invidiosa del fatto che Sonic sta più volentieri con lui e litiga anche con Knuckles, ogni volta che questi cerca di sminuire Sonic. Il suo cibo preferito è il gelato e la sua migliore amica è Cream con la quale spesso va a fare shopping; ha invece una certa antipatia per Rouge.

### Doppiaggio
Amy viene doppiata in giapponese dalla seiyū Taeko Kawata da Sonic Adventure in poi, la quale ricopre tuttora il ruolo oltre ad averle prestato la voce nell'anime Sonic X e nelle serie animate Sonic Boom e Sonic Prime. L'unica eccezione in cui Taeko Kawata è stata sostituita fu in Sonic Shuffle dove il personaggio venne interpretato da Emi Motoi.
Nelle versioni americane dei videogiochi si sono susseguite Jennifer Douillard da Sonic Adventure a Sonic Advance 3, Lisa Ortiz da Shadow the Hedgehog a Sonic & SEGA All-Stars Racing e in Sonic X mentre Cindy Robinson la doppia da Sonic Colours in poi e nella serie animata Sonic Boom. In Sonic Prime invece viene doppiata da Shannon Chan-Kent.
Amy è doppiata in italiano da Serena Clerici a partire da Sonic Generations e nella serie Sonic Prime, da Valentina Pallavicino in LEGO Dimensions e da Antonella Baldini nelle serie animate Sonic X e Sonic Boom.

## Apparizioni

### Videogiochi

#### Anni '90
In Sonic the Hedgehog CD, Sonic salva Amy (dell'età di sette anni) dal malvagio robot Metal Sonic su Little Planet. Da quel momento, Amy lo segue in tutte le sue avventure, cercando di fare colpo su di lui. Fa ritorno successivamente in Sonic Drift e Sonic Drift 2 è un personaggio giocabile dove guida una macchina blu chiamata Breeze. In Knuckles' Chaotix appare esclusivamente nel Sound Test tramite l'attivazione di un trucco.
In Sonic the Fighters acquista una maggiore personalità ed utilizza per la prima volta il martello Piko Piko, il quale verrà utilizzato per effettuare la maggior parte delle tecniche di combattimento nel corso del gioco. In Sonic R è uno dei personaggi disponibili dal principio, la quale utilizza una macchina rossa per gareggiare, sebbene ciò la sua velocità e accelerazione sono entrambe lente, ma per compensare a ciò è in grado di camminare sull'acqua, tramite la trasformazione del suo veicolo.
In Sonic Adventure acquista un look più maturo subendo un drastico cambio di design. Dopo aver trovato un uccellino svenuto, Amy viene rapita da E-100 Alpha, un robot che la porta sull'Egg Carrier dove viene fatta prigioniera. Dalla cella conosce E-102 Gamma, un altro robot che vedendo l'uccellino accanto a lei, gli ricorderà come e quando era anche lui un uccellino, così decide di liberare Amy e l'uccello. Grazie al robot, Amy scappa con l'uccellino, tuttavia viene bloccata dal Dottor Eggman ma nel frattempo giunge Sonic che ingaggia uno scontro con Gamma, ma la giovane eroina mette fine alla battaglia mettendosi in mezzo facendo capire che Gamma in realtà è diverso dagli altri robot. L'Egg Carrier sta perdendo sempre più quota ed a questo punto Sonic affida Amy a Tails che la porta in salvo appena in tempo a bordo del suo aereo Tornado. Una volta giunta a terra, decide di continuare la ricerca dei fratelli dell'uccellino ma Alpha è sempre sulle sue tracce, il quale tenta più volte di catturarla nuovamente ma invano. Alla fine ritorna sulla nave Egg Carrier, caduta nell'oceano, e qui rincontra nuovamente Alpha che ferisce l'uccellino, così la porcospina si infuria convinta che la povera creatura sia morta e distrugge il robot utilizzando il martello Piko Piko per farlo finire contro una recinzione elettrica. Una volta eliminato il suo nemico, Amy scopre che l'uccellino è sano e salvo e vede che lì vicino sono presenti i suoi due fratelli (rispettivamente Gamma e Beta che si sono liberati dei loro corpi metallici) ed assiste alla loro ricongiunzione. Nella storia finale, si reca a Station Square a seguito dell'inondazione provocata da Perfect Chaos, e consegna uno Smeraldo del Caos in suo possesso a Sonic per permettergli di trasformarsi in Super Sonic e così sconfiggere il furioso dio.

#### Anni 2000
In Sonic Adventure 2 compare nella modalità storia dove ricopre un ruolo importante ai fini della trama e nella modalità multigiocatore come personaggio giocabile. In Sonic Advance è un personaggio giocabile. In Sonic Advance 2 è un personaggio segreto che viene sbloccato dopo che il giocatore avrà completato la modalità Singolo giocatore con tutti gli altri personaggi e gli Smeraldi del Caos. Inoltre è anche l'unico personaggio a non aver nessun ruolo nella modalità storia. In Sonic Battle è un personaggio giocabile equilibrato in velocità e forza, che adotta i guantoni da pugilato nel suo stile di combattimento.
In Sonic Heroes è un personaggio di tipo Speed, leader del Team Rose, formato assieme a Big e Cream, con cui fa squadra per trovare Froggy e un Chao di nome Chocola, entrambi scomparsi misteriosamente nel nulla. Durante il viaggio affronteranno e sconfiggeranno più volte il Dr. Eggman senza mai però riuscire a catturarlo e parteciperanno anche a due scontri in momenti distinti contro il Team Sonic e il Team Chaotix. Arrivati a Final Fortress distruggono Egg Emperor, un gigantesco robot armato di lancia e scudo, controllato dallo scienziato, dopodiché riescono a salvare i loro due amici. Nell'ultima storia il trio cerca di indebolire Neo Metal Sonic trasformato in Metal Madness, fornendo così il tempo necessario al Team Sonic di trasformarsi e sconfiggerlo. La modalità storia del Team Rose è la più semplice da completare, in quanto contenente livelli più corti e con meno nemici.
In Sonic Advance 3 è nuovamente giocabile e a differenza di quanto avvenuto in Sonic Advance 2, torna a ricoprire un ruolo attivo nella modalità storia. In Shadow the Hedgehog è un personaggio di supporto nella missione Hero del livello Cryptic Castle e contro un boss. In Sonic Riders è un personaggio utilizzabile di tipo Speed, tranne che nella modalità storia.
In Sonic the Hedgehog è uno degli alleati di Silver. In Sonic Rivals ha un ruolo minore nella storia di Sonic.
In Sonic Riders: Zero Gravity è un personaggio giocabile di tipo Speed, tranne che nella modalità storia. In Sonic Unleashed, Amy viene salvata da Sonic e successivamente aiuterà il professor Pickle durante le sue ricerche riguardanti Dark Gaia. In Sonic e il Cavaliere Nero, Amy compare come personaggio utilizzabile in modalità party. Nella storia interpreta la Dama del Lago.

#### Anni 2010
In Sonic Free Riders è un personaggio di tipo Speed del Team Rose, dove in questa occasione Vector del Team Chaotix sostituisce Big (personaggio non presente nel gioco). In Sonic Colours è un personaggio di supporto nella versione DS del gioco.
In Sonic Generations è un personaggio di supporto nel livello Chemical Plant dove aiuta Sonic Moderno ad attraversare alcune zone inaccessibili mentre è uno sfidante di Sonic Classico nel livello Sky Sanctuary dove sfida quest'ultimo in una gara a chi arriva prima al termine del livello utilizzando al meglio le proprie abilità. Nella storia del titolo è presente alla festa di Sonic ma viene rapita insieme agli altri personaggi dal Time Eater, in seguito Sonic la salva nel livello Chemical Plant. Alla fine del gioco, Amy assiste al saluto tra il Sonic Moderno e il Sonic Classico. In Sonic Lost World è un personaggio secondario.
In Sonic Boom: L'ascesa di Lyric è un personaggio giocabile nella modalità multigiocatore dove la sua abilità speciale è usare il martello Piko Piko. Da questo titolo in poi diventerà la migliore amica di Sticks the Badger. In Sonic Boom: Frammenti di cristallo invece verrà rapita dal malvagio Lyric (quindi non sarà utilizzabile), ma alla fine del gioco verrà salvata da Sonic e da suoi amici.
In Sonic Mania non è presente nel gioco, ma nel boss del secondo atto di Metallic Madness Zone, Eggman per attaccare Sonic lancia delle bambole di Amy (simili in aspetto a Tails Doll di Sonic R). Compare in Sonic Forces come parte della resistenza dove comunica con Sonic mentre questi attraversa i vari livelli.

#### Anni 2020
In Sonic Frontiers viene intrappolata nel Cyber Spazio su Kronos Island e ridotta ad un ologramma. Liberata da Sonic fa amicizia con i Koco e successivamente sacrifica la sua forma corporea rientrando nel Cyber Spazio assieme a Tails e Knuckles per respingere la cyber corruzione di Sonic, affinché sconfigga la minaccia incombente di una potente e malvagia entità cosmica aliena nota come The End. Nel finale alternativo del gioco Sonic Frontiers: L'ultimo orizzonte torna giocabile in forma di ologramma per mano dell'IA di Eggman affinché recuperi i Chaos Emerald assieme a Tails e Knuckles, mentre Sonic tramuta in potere la corruzione per distruggere The End.
In Sonic Superstars, ambientato nel passato, è giocabile assieme a Sonic, Tails e Knuckles, recatisi alle Northstar Island per sventare i nuovi piani del Dr. Eggman, aiutato da Fang the Hunter e una misteriosa avversaria mascherata di nome Trip the Sungazer. Non appena quest'ultima cade in un suo stesso trabocchetto e viene abbandonata, la dolce Amy la trova e la porta in salvo, diventando buone amiche.
Amy ricomparirà brevemente in cameo nel videogioco spin-off Shadow Generations.

#### Altre apparizioni
Altre apparizioni secondarie del personaggio avvengono in Sonic the Hedgehog's Gameworld, Sonic e gli Anelli Segreti (esclusivamente nella modalità party), Mario & Sonic ai Giochi Olimpici, Sega Superstars Tennis, Mario & Sonic ai Giochi Olimpici Invernali, Sonic & Sega All-Stars Racing, Mario & Sonic ai Giochi Olimpici di Londra 2012, Sonic Jump (nel remake del 2012), Sonic & All-Stars Racing Transformed, Sonic Dash, Mario & Sonic ai Giochi Olimpici Invernali di Sochi 2014, Sonic Jump Fever, Sonic Runners, Mario & Sonic ai Giochi Olimpici di Rio 2016, SEGA Heroes, Team Sonic Racing, Mario & Sonic ai Giochi Olimpici di Tokyo 2020 e Sonic Racing: CrossWorlds come giocabile.
In LEGO Dimensions è uno dei personaggi di supporto e può usare il suo martello Piko Piko per farsi strada attraverso i livelli. Nel pacchetto Sonic the Hedgehog, Amy viene risucchiata in un portale insieme ad Eggman e alla fine compare nella Death Egg Zone per consegnare a Sonic l'ultimo Smeraldo del Caos in modo da poter trasformarsi in Super Sonic e sconfiggere Chaos, successivamente cade in un altro vortice insieme a Sonic, Tails e Eggman.
In Phantasy Star Online 2 è presente una statua raffigurante il personaggio.

## In altri media

### Fumetti
Nella serie a fumetti distribuita dalla Archie Comics, Amy, chiamata per intero Amy Rose the Hedgehog, è all'inizio un personaggio marginale, che però col tempo acquisterà sempre più importanza, diventando un membro fondamentale dei Freedom Fighters e, come nei videogiochi, leader del Team Rose (da lei fondato e con Blaze al posto di Big). Come per ogni sua versione, ha una cotta per Sonic ma in questa serie le basta che Sonic sia felice, approfittando della sua separazione da Sally Acorn cercando di fidanzarsi con lui, senza grandi risultati. Malgrado Sonic dimostri e ammetta spesso di non amare Amy e di considerarla solo un'amica, si preoccupa seriamente per lei, alcuni suoi abbracci sembrano non dispiacergli e molti fan ipotizzano che in realtà la ami. In seguito alla Super Genesis Wave, un cambiamento spazio temporale avvenuto nell'universo di Sonic, Amy è identica alla sua controparte presente nei videogiochi.
In Sonic the Comic, è una normale abitante di Mobius che conduceva una vita pacifica fino a quando i Trooper del Dr. Robotnik l'arresteranno per il reato di associazione con Sonic the Hedgehog, dato che lei stessa affermava di essere la sua fidanzata. Nonostante ciò, Sonic e Johnny Lightfoot verranno in suo soccorso, salvandola, ed invece di riportarla a casa dove non sarebbe stata al sicuro, diventerà parte del gruppo dei Freedom Fighters. Dopo un inizio difficile, Amy maturerà poco a poco nel suo ruolo diventando così un membro equilibrato e pragmatico della squadra. Successivamente diverrà la leader del gruppo quando Sonic verrà fatto prigioniero a Special Zone. Nelle sue battaglie, fa utilizzo di una balestra come arma, piuttosto che il più famoso martello Piko Piko. Stringerà una grande amicizia con Tekno the Canary, quando quest'ultima si unirà ai Freedom Fighters, e con la stessa vivrà numerose avventure e nel frattempo aiuterà più volte Sonic nella sua lunga lotta contro Robotnik.
Nel manga 4 koma Dash & Spin: Chousoku Sonic è protagonista di una serie di brevi storie comiche assieme a Sonic, Tails, Knuckles, Shadow, un Chao e il Dr. Eggman. Nel fumetto mensile Sonic X, Amy Rose è uno dei personaggi principali. Nell'adattamento manga di Sonic Generations è una delle partecipanti alla festa di compleanno di Sonic. Nel fumetto mensile Sonic Boom, Amy Rose è uno dei personaggi principali.
Nella serie spin-off Sonic the Hedgehog edita da IDW Publishing, Amy è identica alla sua controparte dei videogiochi, è un'ammiratrice di Sonic e un membro della Resistenza.

### Animazione
Nell'anime Sonic X (2004-2006), Amy è un riccio femmina di colore rosa, con degli aculei simili a capelli a caschetto e un paio di occhi molto sbarazzini, verdi e dolci. Il Dr. Eggman, impossessatosi di tutti e sette gli Smeraldi del Caos, crea il Chaos Control catapultando Sonic e i suoi amici sulla Terra. Mentre Eggman, accortosi di essere in un'altra dimensione, crea la propria base su di un'isola ponendosi l'obiettivo di conquistare il mondo, Sonic sfugge dalla polizia finendo nella piscina di una villa. Christopher Thorndyke, il ricco bambino che abita nella villa, salva Sonic e lo ospita a casa sua, assieme ai suoi amici. Intanto Amy e Knuckles sono persi nelle fogne di Station Square, quando il perfido Dr. Eggman tenta di distruggere la città inviando uno dei suoi robot. Sonic, insieme a Tails e a Chris, riesce a fermare i suoi intenti. E così Chris offre di ospitare anche Amy e Knuckles a casa sua, però il secondo non ha intenzione di andare a vivere nella villa di Chris, così si butta dal Tornado X e va a vivere nei boschi. Durante la serie Amy rivestirà ruoli sia importanti che non, nutrendo, come la sua controparte dei videogiochi, un profondo amore per Sonic. In questa serie i sentimenti della riccia vengono ricambiati e nella versione giapponese, nel finale della seconda stagione, i due si dichiarano a vicenda. Dopo sei anni dal salvataggio del mondo e dal ritorno a casa di Sonic e i suoi amici, Christopher Thorndyke, ormai adulto, un giorno trova la frequenza dello Smeraldo Gigante (Master Emerald) arrivando nella dimensione dei suoi vecchi amici. A causa dello sbalzo temporale, Chris ritorna all'età di dodici anni. Così, Sonic e i suoi amici dovranno cercare e trovare tutti gli Smeraldi del Caos per riportare a casa il loro amico, anche se a sbarrar loro la strada ci saranno i Metarex, esseri con l'obiettivo di governare l'universo. Amy fa parte dell'equipaggio del Tifone Blu ("Blue Typhoon"), formando un terzetto femminile con Cream the Rabbit e Cosmo.
Amy compare anche nella serie animata Sonic Boom (2014-2017). Come per le sue altre versioni Amy è innamorata di Sonic, ma è più cauta. Nell'episodio Una rosa senza spine si scopre che Amy ha scritto un romanzo che si chiama appunto Una rosa senza spine, nel quale esprime i suoi sentimenti nei confronti dei compagni di squadra e li critica apertamente per i loro difetti. È anche la voce della ragione del gruppo. Nell'episodio Il ristorante di Amy apre un ristorante chiamato Chez Amy. In alcuni episodi è molto aggressiva.
Amy è apparsa anche nella webserie d'animazione Sonic Mania Adventures (2018). Qui compie la sua unica apparizione nell'episodio 6, ambientato il giorno di Natale, dove trova e salva Metal Sonic da un albero caduto in picchiata. Dopo aver scoperto che il robot è stato abbandonato dal Dr. Eggman, proverà a far riconciliare i due, ottenendo infine l'effetto sperato.
Amy appare nuovamente come una dei personaggi principali nella serie animata Sonic Prime (2022-2024), basato per la prima volta nel filone narrativo della serie di videogiochi. Qui vengono introdotte delle omologhe del personaggio provenienti da altre dimensioni, chiamate Rusty Rose, Thorn Rose e Rose la Nera. Nella terza e ultima stagione, le tre varianti alternative di Amy diventano migliore amiche e si uniscono insieme sotto il nome della loro "sorellanza", guidate dall'affascinante piratessa.

### Serie live-action (Paramount)

#### Film
Nel terzo adattamento cinematografico della serie, Sonic 3 - Il film (2024), Amy fa una breve apparizione in un cameo nella scena a metà dei titoli di coda, nella quale appare all'improvviso dal nulla per distruggere i cloni di Metal Sonic e salvare quindi Sonic. Gli sceneggiatori del film hanno svelato che inizialmente pensavano di darle un ruolo maggiore, salvo poi decidere che il film non dava abbastanza tempo per introdurla assieme a Shadow e il suo passato senza fare un disservizio. 
Il personaggio riapparirà successivamente come protagonista femminile nel quarto adattamento cinematografico del 2027.

## Accoglienza
Alcuni critici trovarono Amy molto carina che forte, mentre altri la reputarono fastidiosa. Justin Towell di GamesRadar+ e gli scrittori di Mean Machines espressero uno scontento generale per la sua introduzione in Sonic CD. Inoltre, alcuni hanno criticato il trattamento da parte degli sviluppatori di Amy come personaggio femminile e analizzarono le sue implicazioni sulla rappresentazione di genere nei videogiochi. I membri di Electronic Gaming Monthly trovarono la sua colorazione rosa e la tendenza a fuggire dai pericoli come caratteristiche stereotipate e comuni nei personaggi femminili creati in Giappone, mentre la blogger femminista Anita Sarkeesian la citò come esempio del tropo "Ms. Male Character", in cui i personaggi femminili nei giochi con protagonisti maschili spesso assomigliano a quest'ultimi, ma con l'aggiunta delle caratteristiche stereotipicamente femminile. Nonostante ciò, Amy è uno dei personaggi più popolari della serie, arrivando al quinto posto in un sondaggio ufficiale di popolarità giapponese nel 2006.